# Aldringen

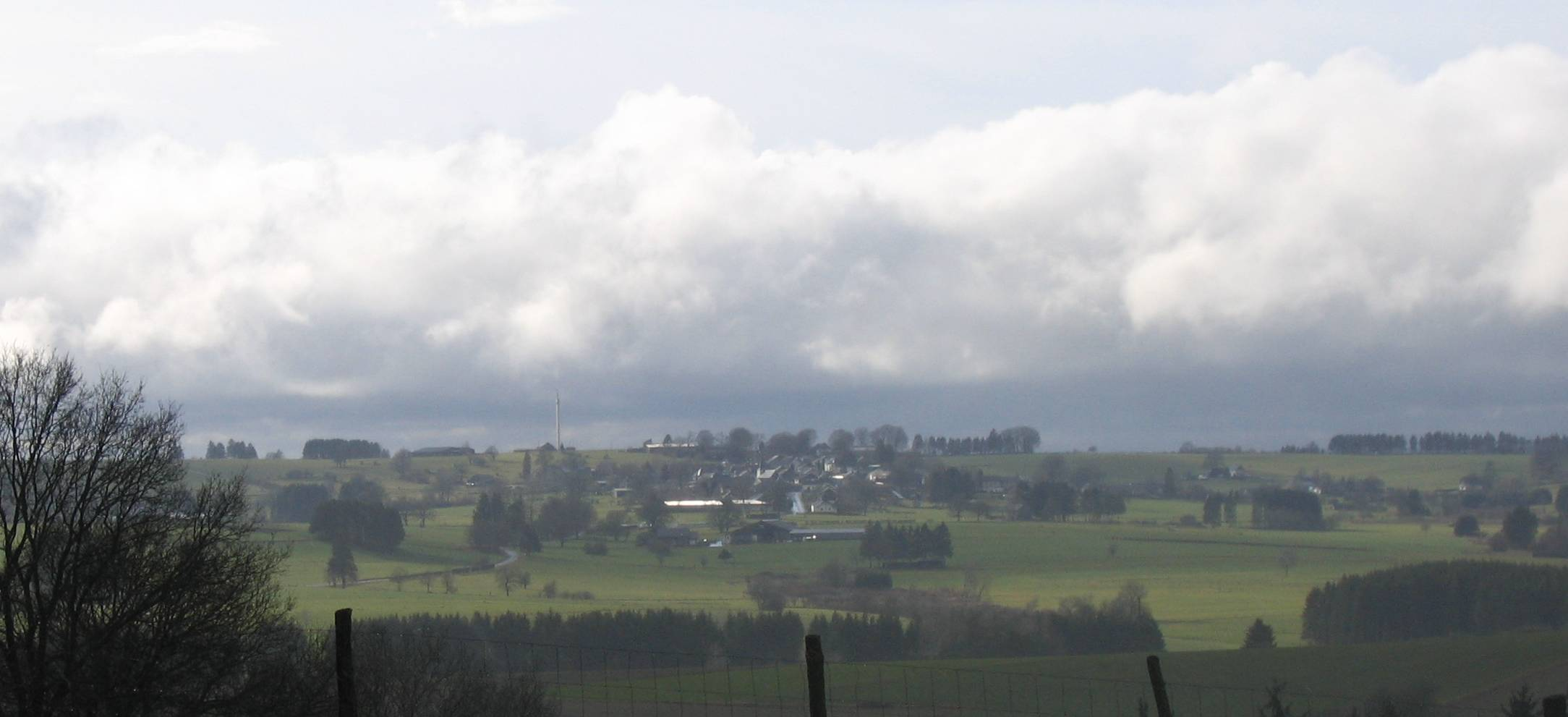
Aldringen

Aldringen (Frans: Audrange) is een dorp in de Luikse gemeente Burg-Reuland.

## Geschiedenis
Hoewel waarschijnlijk ouder, werd Aldringen voor het eerst schriftelijk vermeld in 1131, als Aljer. Er heeft een burcht gestaan, die echter geheel verdwenen is. Het adellijk geslacht Von Aldringen leeft nog voort in Luxemburg en Wenen. Ook Johann von Aldringen stamt uit dit geslacht.
Aldringen is rijk aan folkloristische evenementen.

## Bezienswaardigheden
- Sint Martinuskerk

## Nabijgelegen kernen
Maldingen, Beho, Thommen, Espeler
Deelgemeenten: Reuland · Thommen

Overige kernen: Aldringen · Alster · Auel · Bracht · Braunlauf · Diepert · Dürler · Espeler · Grüfflingen · Koller · Lascheid · Lengeler · Maldingen · Malscheid · Maspelt · Oberhausen · Oudler · Ouren · Richtenberg · Steffeshausen · Stoubach · Weidig · Weisten · Weweler

Belgische gemeenten · Duitstalige Gemeenschap · Arrondissement Verviers · Luik · Wallonië